# Марселин
Марселин (англ. Marceline), также иногда Марселин, королева вампиров (англ. Marceline the Vampire Queen) — один из главных персонажей мультипликационного сериала «Время приключений». В большинстве эпизодов озвучена Оливией Олсон. Является полудемоном-полувампиром, на момент событий сериала ей примерно 1000 лет. Увлекается рок-музыкой, играет на бас-гитаре. Регулярно из эпизода в эпизод меняет костюмы. Как популярный персонаж была удостоена собственного мини-сериала «Колья» (англ. Stakes) из восьми эпизодов внутри седьмого сезона.

## Создание персонажа

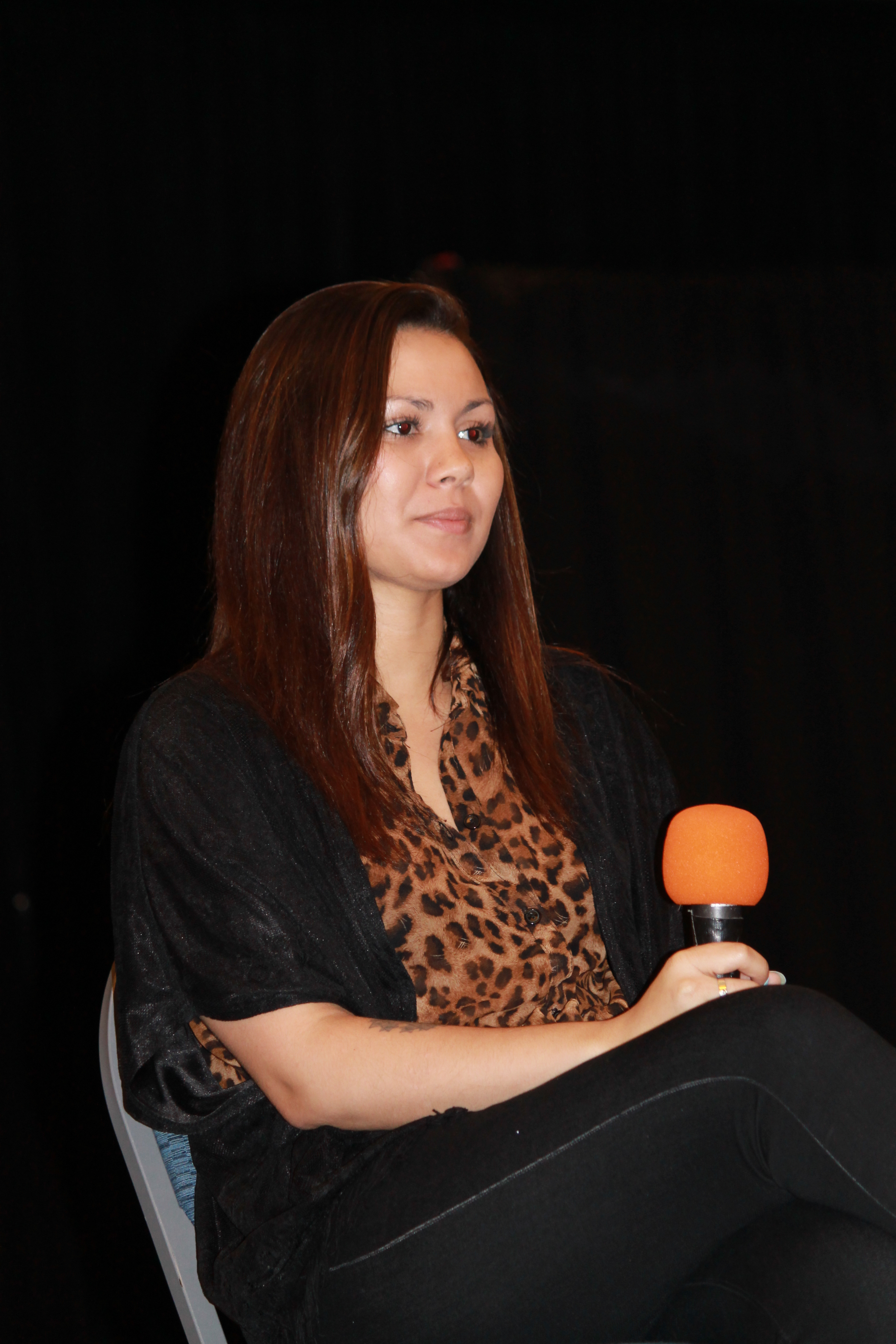
Оливия Олсон.

Марселин — один из главных персонажей мультсериала, хотя она отсутствовала в сюжете пилотного эпизода. Персонаж создан Пендлтоном Уордом. Небольшой вклад в создание также внёс бывший дизайнер персонажей Adventure Time Фил Рында. Имя Марселин основано на втором имени одной из знакомых Уорда. Он описывал её как «любителя фильма „Психо“ в тёмной одежде».

… с женскими персонажами легко ошибиться и либо сделать их клишированными, либо крайней противоположностью этому клише […] Я просто стараюсь сделать их с недостатками и сильными сторонами, так же, как Финна и Джейка.
Оригинальный текст (англ.)…with the female characters it’s easy to either write them as clichés or write them as the extreme opposite of those clichés […] I just try to make them have faults and strengths just like Finn and Jake have.
— П. Уорд
Персонаж озвучен Оливией Олсон. Самой Оливии персонаж нравится, она неизменно удивляется каждому новому костюму Марселин. Во время записи звуковой дорожки, видя происходящее на экране, Оливия часто останавливает запись, чтобы рассмотреть во что одета её героиня. В эпизодах про детство Марселин она была озвучена Авой Акрес, в серии «Пёс Джейк» старуху-Марселин озвучивала Клорис Личмен.

## Описание
Марселин выглядит, как девушка с длинными тёмными волосами. Передвигается чаще всего с помощью левитации, ходит редко. Левитирует она даже во время сна. В отличие от большинства персонажей сериала, Марселин в разных сериях носит разные костюмы и даже меняет причёску. Уорд объясняет это тем, что «у неё больше одного костюма», то есть исключительно желанием самой героини.
Марселин — полудемон, благодаря способности к поглощению душ, она обрела навыки всех убитых ею вампиров, а в сражении с Королём Вампиров была им укушена. Но, в отличие от других вампиров, она научилась жить, не питаясь кровью, для этого ей достаточно поглощать красный цвет из объектов. Солнечный свет её обжигает, но, оказавшись в тени, она практически мгновенно залечивает раны.
Марселин увлекается рок-музыкой. Помимо этого она играет на бас-гитаре, сделанной из топора её отца, и поёт. Песни в исполнении Марселин озвучены также Оливией Олсон. Сочинением музыки занимаются Санчез, Коул и Кейси Джеймс Басичиз, на бас-гитаре играет Тим Кьефер. Многие из песен Марселин загружены в Интернет авторами или продюсерами для свободного доступа. Например, Роб Шуга — отец бывшего сценариста Ребекки Шугар — всегда загружал демоверсии песен, написанных для Марселин его дочерью. Также демоверсии песен появляются в блоге Frederator Studios.

## История

### До основных событий сериала
Марселин родилась в семье повелителя демонов Хансона Абадира и обычной женщины, примерно за 1000 лет до событий основной сюжетной линии мультфильма. Абадир — правитель Ночесферы — адоподобного населённого демонами места и пристанища грешных душ из Ооо. После смерти матери Марселин осталась выживать в постапокалиптическом мире одна. Позднее её  нашёл Саймон Петриков, который заботился о ней, пока корона, которую он использовал для защиты от опасностей, не помутила его рассудок окончательно. Чтобы порадовать Марселин, Саймон подарил ей плюшевого медвежонка Хамбо. Примерно в это время она впервые встретилась со своим отцом, который вызвал у неё отвращение своей бессердечностью. Несмотря на это, она пыталась мириться с различиями, пока Хансон не съел её картошку фри без разрешения, после чего она перестала с ним общаться.
В последующие годы Марселин путешествовала по Ооо и случайно познакомилась с племенем людей. На людей в это время охотились вампиры, и Марселин занялась их уничтожением, чтобы помочь людям. Тогда она узнала о своей способности к поглощению душ убитых вампиров, что передавало ей их способности. Во время решающей битвы с Королём Вампиров Марселин была им укушена и сама стала вампиром.
Позднее Марселин была в романтических отношениях с магом по имени Эш. Они жили в домике на дереве (который позднее заняли Финн и Джейк), но оставили его после того как разошлись. Примерно в это же время Марселин подружилась с Принцессой Бубльгум. Буббльгум поймала Марселин, расписывающей стены из баллончика в леденцовых шахтах, после чего они стали регулярно гулять по ним. Так же известно, что между ними были романтические отношения. После чего они разругались и достаточно долго враждовали, но после событий в одной из серий они восстановили утраченную связь, а после серий «Марселин: королева вампиров» Между ними уже проскальзывали намеки на восстановление былых отношений.

### Во время основных событий сериала
Первое знакомство главных героев мультсериала с Марселин произошло в серии «Выселенные!», где она выселила их из домика на дереве, так как ранее жила в нём. В эпизоде «Оруженосец» Марселин заставила Финна стать своим слугой и выполнять «злые» поручения, которые на деле оказались совершенно не злыми. В результате Финн и Марселин подружились. В эпизоде «Пришелец из Ночесферы» Финн вызвал отца Марселин, дабы помирить их, но этот план окончился провалом. В эпизоде «Воспоминание о воспоминании» Эш пытался помириться с Марселин, уничтожив в её воспоминаниях эпизод расставания, но благодаря Финну и Джейку Марселин снова бросила его В эпизоде «Чего не хватало» Финном, Джейком и БиМО была раскрыта и затем разрешена старая вражда между Марселин и Принцессой Бубльгум.
В серии «Маленький папин монстр», Хансон Абадир вернулся к дочери и подарил ей амулет, превративший её в повелителя Ночесферы. Финн и Джейк спасли её, сорвав амулет. В эпизоде «Небесная Ведьма» Марселин решила забрать медвежонка Хамбо у ведьмы, которой его продал Эш, потому обратилась за помощью к Принцессе Бубльгум. Та обменяла на медвежонка свою футболку, подаренную Марселин, так как она несла в себе сильные переживания. После этого Марселин и Буббльгум снова подружились. В эпизоде «Бетти» Марселин пожертвовала Хамбо, чтобы Ледяной Король, потерявший силы, смог открыть временной портал и вернуть свою возлюбленную. При этом, хоть возлюбленная и была возвращена, но сам Саймон в обличии Снежного Короля не узнал её. В сюжетной арке "Элементы", она на короткое время стала своей сладкой версией (состоящей из сладостей) и звалась по другому.
В конце сериала в ходе последней великой битвы Марселин и Принцесса Бубльгум признаются друг другу в любви.

### В альтернативных реальностях
В эпизоде «Фионна и Кейк" ненадолго появился мужской двойник Марселин — Маршалл Ли. Он снова появился в пятом сезоне и стал одним из главных героев эпизода под названием «Плохой маленький мальчик». Однако на этот раз автором истории стала сама Марселин. Озвучен персонаж был Дональдом Гловером.
Когда Финн в серии «Финн человек» в комнате Призмо загадал желание, чтобы Лич никогда не существовал, была создана реальность, в которой Саймон Петриков ценой своей жизни предотвратил «Грибную войну», а Марселин не стала вампиром. В этой реальности она за 1000 лет состарилась и охраняла тело Саймона, замороженное во льду в месте с бомбой. Марселин погибла при взрыве этой бомбы.

## Оценки

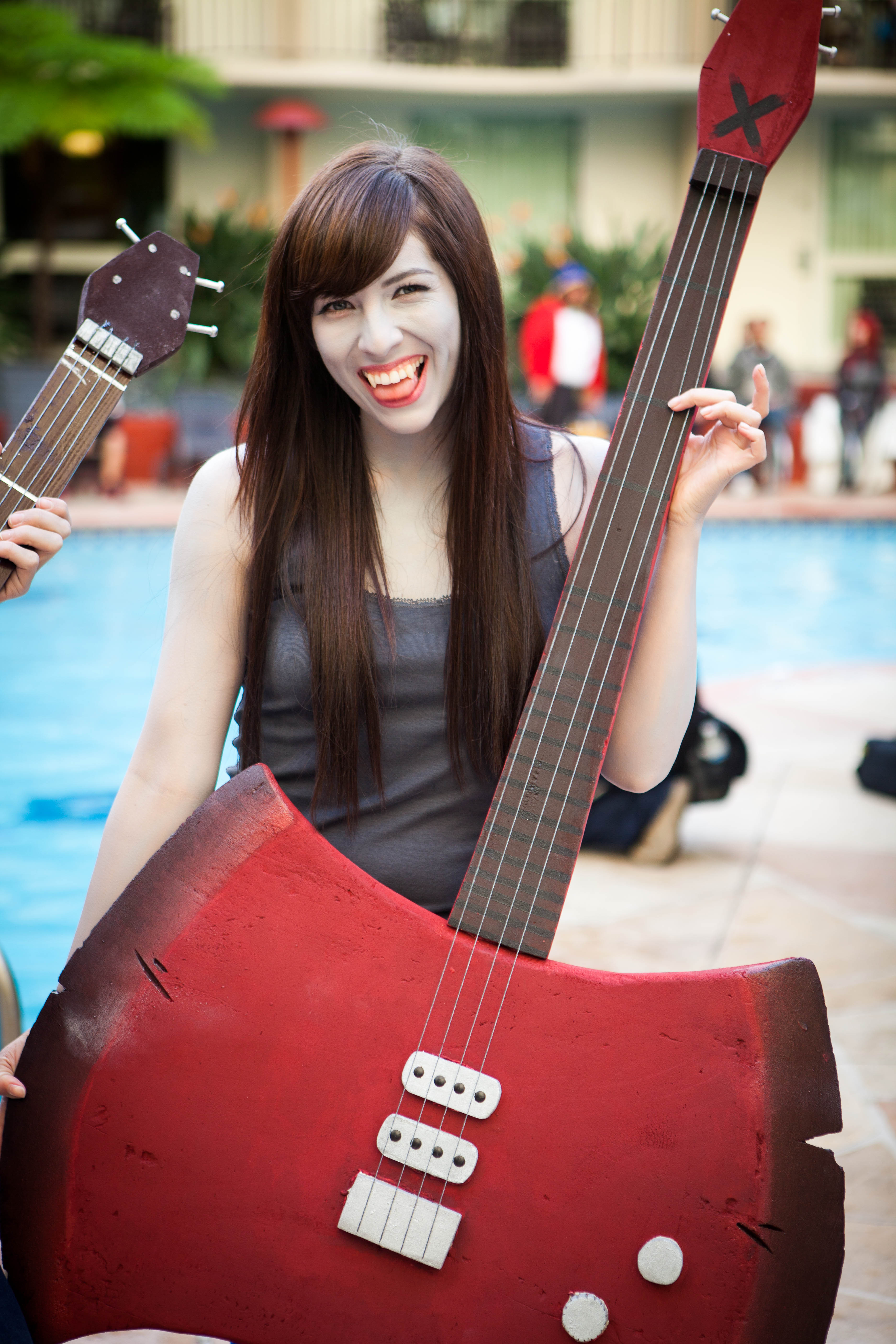
Косплей на Марселин

Как персонаж, Марселин получила положительные отзывы критиков. Главный редактор сайта The A.V. Club Оливер Сэва охарактеризовал её как одного из самых трагических персонажей в сериале. Позднее он писал, что появление героя-женщины, способной постоять за себя, и, при этом тесно связанной с прошлым Ооо, было одним из главных поворотных моментов сериала. Также он отмечал, что эпизоды с Марселин являются одними из самых эмоциональных, а сценаристам явно нравится писать про неё. Многие критики отмечали Марселин как одного из интереснейших и необычнейших персонажей сериала, а The Guardian считают её лучшим персонажем всего сериала и называют её песни одними из лучших в шоу.
Производственная команда «Времени приключений» также положительно оценивает Марселин. Фил Рында считает, что она — лучший персонаж, ему доставляет самое большое удовольствие её рисовать. Несколько раз и Уорд отмечал, что она — его любимый персонаж, так как он сам о ней знает не всё, и её популярность у фанатов считает совершенно нормальной. В Cartoon Network также положительно относятся к популярности Марселин, на своём сайте CartoonNetwork.co.uk 24 января 2012 года телеканал назвал её «персонажем недели».